# Arteria mesenterica inferiore
L'arteria mesenterica inferiore è un grosso ramo arterioso che nasce dall'aorta a livello della III/IV vertebra lombare al disotto dell'arteria mesenterica superiore e a qualche centimetro dalla biforcazione aortica.
Assicura l'irrorazione a parte del colon trasverso, al discendente, al sigma, alla parte superiore del retto. Termina nell'arteria emorroidaria superiore. Lungo il suo percorso dà origine ad alcuni rami.
| rami principali                | territorio di irrorazione |
| Arteria colica sinistra        | detta anche arteria colica superiore sinistra si dirige verso il colon discendente e in prossimità dello stesso si divide in un ramo ascendente che si anastomizza con il ramo ascendente dell'arteria colica media branca dell'arteria mesenterica superiore formando l'arcata di Riolano e in un ramo discendente che si anastomizza con il primo ramo dell'arteria sigmoidea. |
| Arteria sigmoidea              | può essere unica ma se ne possono riscontrare fino a 7. I rami si anastomizzano tra loro e quello più basso con l'arteria emorroidaria superiore . L'assenza di quest'ultima anastomosi determina, dal punto di vista dell'irrorazione, un'area critica conosciuta come punto critico di Sudeck.                                                                                 |
| Arteria emorroidaria superiore | ramo terminale irrora la parte superiore del retto dividendosi in due branche che circondano lateralmente quest'organo contraendo numerose anastomosi con le arterie emorroidarie medie che sono rami dell'arteria iliaca interna (o arteria ipogastrica) e con le arterie emorroidarie inferiori che provengono dalle arterie pudende interne rami dell'arteria iliaca interna. |

Occorre ricordare che l'apparato digestivo, formato da numerosi organi dislocati su un lungo percorso, richiede un sistema vascolare molto complesso ed efficiente. Ciò spiega la presenza di numerose anastomosi sia tra i rami della stessa arteria principale, in questo caso la mesenterica inferiore,  che tra le branche di arterie diverse come accade tra mesenterica superiore e mesenterica inferiore o nella irrorazione del retto. Ma questa complessità della struttura comporta anche la possibilità di numerose varianti ed anomalie.